# Ferchau
Die Ferchau GmbH (Eigenschreibweise: FERCHAU) ist ein deutscher Ingenieur- und IT-Dienstleister. Das Unternehmen beschäftigt Ingenieure, Techniker, Technische Produktdesigner und IT-Spezialisten, die Industriebetrieben für zeitlich begrenzte Projekttätigkeiten zur Verfügung gestellt werden. Die Basis dafür bildet das Arbeitnehmerüberlassungsgesetz. Grundlage für Fremdvergabe-Projekte (→ Outsourcing) sind Werkvertrag und Dienstvertrag. Das familiengeführte Unternehmen verfügt über 130 Niederlassungen in ganz Europa und beschäftigt 8700 Mitarbeiter. Der Umsatz im Jahr 2024 betrug 820 Mio. Euro. Die Firmenzentrale befindet sich im oberbergischen Gummersbach.

## Geschichte
Heinz Ferchau gründete das Unternehmen 1966 als Ingenieurbüro für Dienstleistungen unter dem Namen Ferchau Konstruktion, um Unternehmen bei Auftragsspitzen mit dem Angebot passgenauer Engineering-Dienstleistungen im Bereich Mechanik und Konstruktion zu unterstützen. Bis 1975 verfügte das Unternehmen über insgesamt sechs Standorte. 1994 ergänzte Ferchau das Dienstleistungsangebot des Unternehmens und begann mit der Privaten Arbeitsvermittlung.
2001 trat Frank Ferchau, Sohn von Firmengründer Heinz Ferchau, in die Geschäftsführung ein. Zwei Jahre später wurde FERCHAU Konstruktion in Ferchau Engineering umbenannt. 2005 übergab Heinz Ferchau den Vorsitz der Geschäftsführung an seinen Sohn Frank Ferchau. Unter ihm wagte das Unternehmen den Schritt in die Internationalität und ging mit Toulouse als erste Auslandsvertretung an den Start. So erfolgte 2004 die Konstituierung des Geschäftsbereichs Aviation für Luft- und Raumfahrt. 2006 wurde der Geschäftsbereich Marine gegründet mit dem Aufgabenschwerpunkt im Schiffbau-Engineering und in der Offshore-Technik. 2017 folgte die Gründung des Geschäftsbereichs Automotive.
Im Jahr 2019 erfolgte die Umbenennung in Ferchau GmbH. Unter dem Leitbild „Connecting People and Technologies for the Next Level“ beschreibt sich das Unternehmen als Europas führende Plattform für Technologie-Dienstleistungen in Engineering und IT.
Zu 2025 ist Gründersohn und Inhaber Frank Ferchau in die Rolle des Chairman gewechselt. Nachfolger und neuer CEO ist Alexander Schulz.

## Struktur

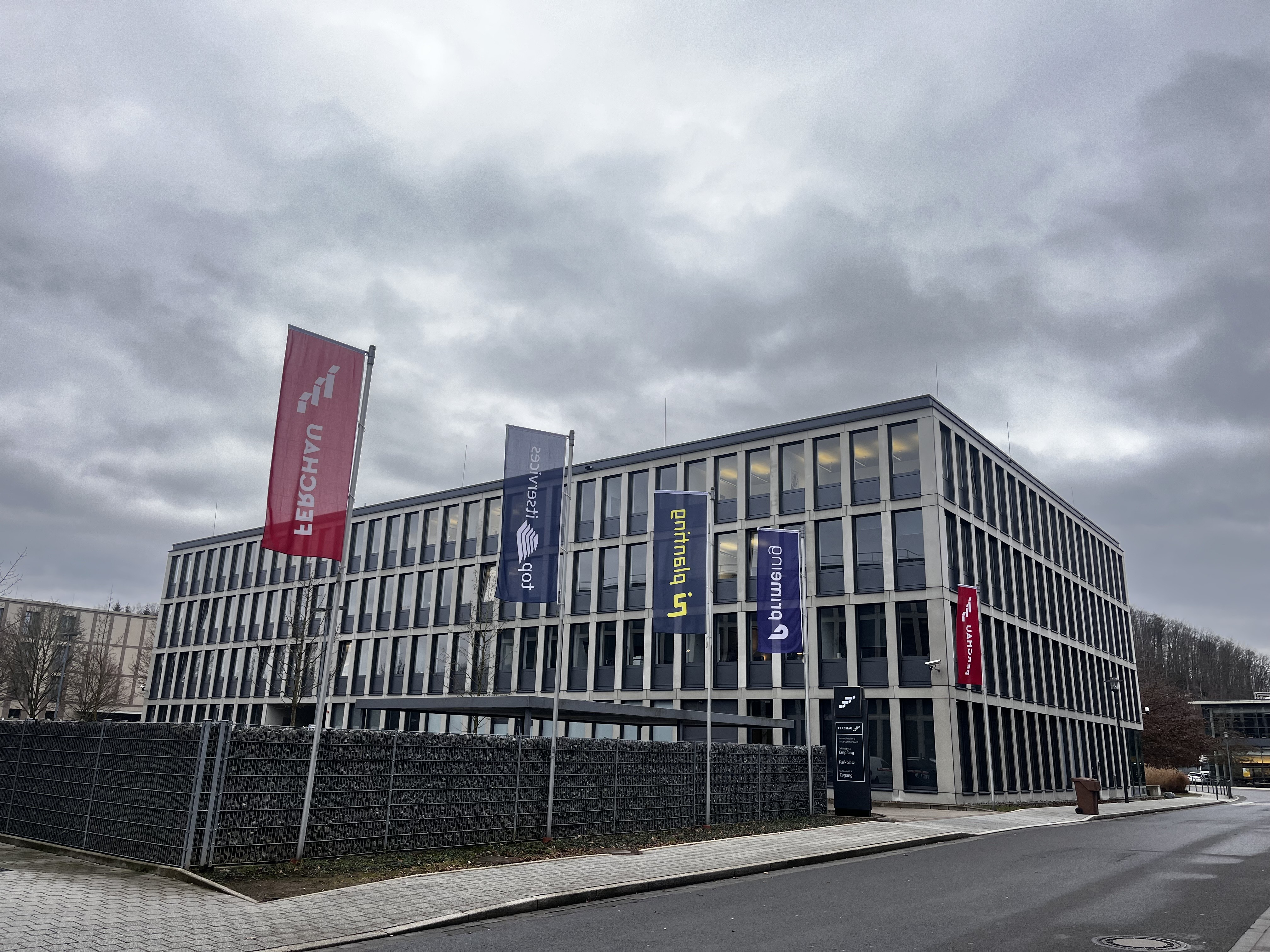
Hauptverwaltung von Ferchau in Gummersbach

Die Ferchau GmbH ist Teil der FERCHAU Group, zu welcher ebenso die Unternehmen planting, top itservices, RST und prime-ing gehören.
Heute (Stand 2025) sind die Geschäftsführer der Ferchau GmbH Frank Ferchau, Alexander Schulz, Thomas Hucht, Tiemo Meyer, Christoph Sedlmeir, Ralf Helas. Gesellschafter des Familien-Konzerns sind Frank Ferchau und seine Schwester.
Das Unternehmen ist europaweit mit 130 Niederlassungen in Deutschland, Österreich, Frankreich, Polen, Spanien und England vertreten. Der Zentralverwaltung in Gummersbach obliegen strategische Aufgaben und Leistungen aus den Bereichen Personal, Finanzen & Administration, Prozesse & IT sowie Marketing.

## Leistungen und Geschäftsfelder
Das Dienstleistungsportfolio der Ferchau GmbH gliedert sich in fünf Produkte:
- Ferchau Support: Bei Auftragsspitzen, Kapazitätsengpässen, Sonderprojekten o. ä. ergänzen einzelne Ferchau-Mitarbeiter die Teams des Kunden (Arbeitnehmerüberlassung).
- Ferchau Contract: Vermittlung von Subauftragnehmern als Arbeitskräfte (Freelancer).
- Ferchau Competence: Installierung anforderungsgerecht zusammengestellter Projektgruppen und interdisziplinärer Teams.
- Ferchau Direct: Personalberatung für die Besetzung von Fach- und Führungskräften; Vermittlung von Professionals, Senior Professionals und Executives in Festanstellungen (Direktvermittlung).
- Ferchau Services: Koordination der Kundenprojekte sowie die Führung der involvierten Dienstleistungsunternehmen (Managed Service Providing).

Erbracht werden Dienstleistungen in den Bereichen:
- Automotive
- Aerospace & Defence
- Chemical Industry
- Construction
- Elektrotechnik
- Energy
- Finance
- Informationstechnik
- Logistics
- Marine
- Maschinenbau
- Manufacturing
- Pharma und Life Science
- Public
- Retail & E-Commerce
- Services
- Telecommunications & Media

Der TÜV Rheinland hat das Managementsystem der Ferchau nach DIN EN ISO 9001 zertifiziert. Ebenso in Bereichen Arbeitssicherheit (DIN ISO 45001), Umweltschutz (DIN EN ISO 14001) und Informationssicherheit (DIN ISO/IEC 27001) sowie der compliancekonformen Durchführung von Werk- und Dienstverträgen.